# Satellitenphonem
Satellitenphoneme sind die den Silbenkern umgebenden Phoneme in einer Silbe, wie nichtsilbische Konsonanten oder auch der nicht voll vokalische Teil des Diphthongs. Die den Silbenkern bildenden Phoneme heißen Kernphoneme.